# Terrell Hills
Terrell Hills é uma cidade localizada no estado norte-americano do Texas, no Condado de Bexar.

## Demografia
Segundo o censo norte-americano de 2000, a sua população era de 5019 habitantes.
Em 2006, foi estimada uma população de 5121, um aumento de 102 (2.0%).

## Geografia
De acordo com o United States Census Bureau tem uma área de 4,3 km², dos quais 4,3 km² cobertos por terra e 0,0 km² cobertos por água.

## Localidades na vizinhança
O diagrama seguinte representa as localidades num raio de 8 km ao redor de Terrell Hills.